# Judes Vaton
Judes Etienne Vaton (17 aprile 1972) è un ex calciatore francese martinicano, di ruolo difensore.

## Carriera

### Club
Ha giocato fino al 2008 al Samaritaine. Nel 2008 è stato acquistato dall'Émulation, squadra con cui ha concluso la propria carriera nel 2010.

### Nazionale
Ha debuttato in Nazionale il 24 luglio 1998, in Trinidad e Tobago-Martinica (2-1). Ha messo a segno la sua prima rete con la maglia della Nazionale il 22 settembre 2006, in Martinica-Saint-Martin (1-0), siglando la rete decisiva al minuto 17. Ha partecipato, con la Nazionale, alla CONCACAF Gold Cup 2002 e alla CONCACAF Gold Cup 2003. Ha collezionato in totale, con la maglia della Nazionale, 19 presenze e una rete.